# Joan Hackett
Joan Ann Hackett (født 1. marts 1934, død 8. oktober 1983) var en amerikansk teater-, tv- og filmskuespiller. Hun blev nomineret til BAFTA Award for bedste udenlandske skuespillerinde for filmen Gruppen i 1966, og medvirkede i den westernfilmen Will Penny i 1967. Hun fortsatte med at blive nomineret til en Oscar for bedste kvindelige birolle og vandt en Golden Globe Award for bedste kvindelige birolle for filmen Only When I Laugh i 1981. Hun medvirkede også som Christine Mannon PBS-miniserien af Sorg klæder Electra i 1978.